# Jesus satt i båten
Jesus satt i båten är en psalm som är skriven 1957 av Anders Frostenson. Musiken är skriven 1972 av Trond Kverno.

## Publicerad i
- Den svenska psalmboken 1986 som nr 610 under rubriken "Barn och familj".
- Psalmer och Sånger 1987 som nr 680 under rubriken "Att leva av tro - Efterföljd - helgelse".[1]